# Società Sportiva Nola 1991-1992
Questa voce raccoglie le informazioni riguardanti la Società Sportiva Nola nelle competizioni ufficiali della stagione 1991-1992.

## Stagione
La stagione 1991-1992 del Nola è stata la seconda stagione in Serie C1; fu questo il primo campionato completamente sotto la presidenza di Mario Felice Nusco, divenuto capo del sodalizio a inizio 1991. 
Il precampionato fu segnato dalle amichevoli contro le selezioni delle città Condino, Castiglione delle Stiviere e Porto Mantovano; inoltre il Nola giocò contro l'Arzignano e, soprattutto, contro il Brescia di Mircea Lucescu (sconfitta 4-0 con reti di Maurizio Ganz,Marco Rossi, Francesco Passiatore e Giampaolo Saurini), che a fine stagione avrebbe vinto il campionato di B, ottenendo al promozione in A.
Durante la pausa natalizia il Nola sfidò in amichevole il Napoli allora guidato da Claudio Ranieri: la partita, giocata il 2 gennaio 1992 allo Stadio Comunale Piazza d'Armi e terminò con la vittoria dei partenopei per 3-1 con doppietta di Andrea Silenzi e rete di Stefano De Agostini a cui rispose il solo Davide Ricci per i bianconeri.
A differenza della stagione precedente, gli uomini guidati da mister Varrella ottennero una tranquilla salvezza, classificandosi al decimo posto, tre punti sopra la terzultima; da segnalare il fatto che il Nola fu la seconda miglior difesa dopo la vincitrice Ternana, con 18 reti subite, appena due allo Stadio Comunale Piazza d'Armi, per altro entrambe nella partita casalinga contro l'Ischia.
In Coppa Italia di Serie C la squadra superò la fase a gironi, approdando alla fase a eliminazione diretta dove fu eliminato agli ottavi nel doppio confronto contro l'Ischia.

## Divise e sponsor
| Casa |

Il Nola disputò la stagione utilizzando la classica maglia a strisce bianconere, con pantaloncini bianchi e calzettoni bianchi.
Lo sponsor ufficiale era Nusco Porte.

## Organigramma societario
- Presidente: Mario Felice Nusco
- Vice presidente: Crescenzo Nappi
- Direttore generale: Gianni Monopoli
- Amministratore delegato: Giovanbattista La Marca
- Direttore Sportivo: Franco Napolitano
- Team manager: Francesco Salvato
- Segretario: Pasquale Lanzillo
- Allenatore: Franco Varrella
- Allenatore in seconda: Gaetano Manzi
- Preparatore atletico: Temistocle Tomaselli
- Preparatore dei portieri: Genesio Del Prete
- Medico Sociale: dott. Andrea D'Alessandro
- Massaggiatore: Michele Frisaldi
- Sede: Piazza Duomo, 80035, Nola (NA)

## Rosa
| N. |                      | Ruolo | Calciatore            |
| -- | -------------------- | ----- | --------------------- |
|    | Italia (bandiera)    | C     | Pietro Armenise       |
|    | Italia (bandiera)    | D     | Pietro Assennato      |
|    | Argentina (bandiera) | C     | Angelo Bevanati       |
|    | Italia (bandiera)    | C     | Massimiliano Calcagno |
|    | Italia (bandiera)    | C     | Domenico Celardo      |
|    | Italia (bandiera)    | D     | Enzo Concina          |
|    | Italia (bandiera)    | C     | Michele Cunti         |
|    | Italia (bandiera)    | C     | Ciro Donnarumma       |
|    | Italia (bandiera)    | C     | Marco Finardi         |
|    | Italia (bandiera)    | P     | Luigi Genovese        |
|    | Italia (bandiera)    | C     | Walter Mazzarri       |
|    | Italia (bandiera)    | C     | Gaetano Perrella      |

| N. |                   | Ruolo | Calciatore         |
| -- | ----------------- | ----- | ------------------ |
|    | Italia (bandiera) | C     | Domenico Petriello |
|    | Italia (bandiera) | A     | Carlo Ricchetti    |
|    | Italia (bandiera) | A     | Davide Ricci       |
|    | Italia (bandiera) | C     | Onesto Riccitelli  |
|    | Italia (bandiera) | D     | Antonio Rumolo     |
|    | Italia (bandiera) | C     | Mario Solimeno     |
|    | Italia (bandiera) | D     | Mario Somma        |
|    | Italia (bandiera) | C     | Adolfo Sormani     |
|    | Italia (bandiera) | P     | Salvatore Soviero  |
|    | Italia (bandiera) | C     | Giuseppe Troise    |
|    | Italia (bandiera) | A     | Maurizio Varriale  |

## Risultati

### Serie C1

#### Girone di andata
| Siracusa 15 settembre 1991 1ª giornata | Siracusa          | 0 – 0 | Nola | Stadio Nicola De Simone (4000 spett.)\| Arbitro: \| D'Agostini (Roma) \| |
| Arbitro:                               | D'Agostini (Roma) |       |      |                                                                          |

| Nola 22 settembre 1991 2ª giornata | Nola                                          | 0 – 0 | Barletta | Stadio Comunale Piazza d'Armi (2000 spett.)\| Arbitro: \| Emilio Pellegrino (Barcellona Pozzo di Gotto) \| |
| Arbitro:                           | Emilio Pellegrino (Barcellona Pozzo di Gotto) |       |          | |

| Perugia 29 settembre 1991 3ª giornata | Perugia          | 0 – 0 | Nola | Stadio Renato Curi (5699 spett.)\| Arbitro: \| Santoruvo (Bari) \| |
| Arbitro:                              | Santoruvo (Bari) |       |      |                                                                    |

| Arbitro: | Anselmo (Asti) |

|  |           |                                             |
|  | Marcatori | 24’ (rig.) Luca Gonano 89’ Antonello Liucci |

| Arbitro: | Cosimo Bolognino (Milano) |

|                       |           |  |
| Maurizio Varriale 59’ | Marcatori |  |

| Arbitro: | Salvatore Racalbuto (Gallarate) |

|                                        |           |                  |
| Claudio Lombardo 17’ Fabio Fratena 91’ | Marcatori | 92’ Davide Ricci |

| Nola 27 ottobre 1991 7ª giornata | Nola                         | 0 – 0 | Monopoli | Stadio Comunale Piazza d'Armi\| Arbitro: \| Francesco Ercolino (Cassino) \| |
| Arbitro:                         | Francesco Ercolino (Cassino) |       |          |                                                                             |

| Arbitro: | Pierangelo Pin (Conegliano) |

|                                       |           |  |
| Diego Zanin 40’ Francesco La Rosa 52’ | Marcatori |  |

| Arbitro: | Lelli (Grosseto) |

|                     |           |  |
| Presicci 70’ (aut.) | Marcatori |  |

| Arbitro: | Di Filippo (Chieti) |

|  |           |                    |
|  | Marcatori | 89’ Adolfo Sormani |

| Nola 1º dicembre 1991 11ª giornata | Nola                     | 0 – 0 | Fano | Stadio Comunale Piazza d'Armi (1300 spett.)\| Arbitro: \| Scarfò (Reggio Calabria) \| |
| Arbitro:                           | Scarfò (Reggio Calabria) |       |      |                                                                                       |

| Arbitro: | Cirotti (Roma) |

|                           |           |  |
| Salvatore Buoncammino 11’ | Marcatori |  |

| Acireale 15 dicembre 1991 13ª giornata | Acireale         | 0 – 0 | Nola | Stadio Comunale\| Arbitro: \| Freddi (Sassari) \| |
| Arbitro:                               | Freddi (Sassari) |       |      |                                                   |

| Nola 22 dicembre 1991 14ª giornata | Nola                             | 0 – 0 | Ternana | Stadio Comunale Piazza d'Armi (2000 spett.)\| Arbitro: \| Sergio Zuccolini (Reggio Emilia) \| |
| Arbitro:                           | Sergio Zuccolini (Reggio Emilia) |       |         |                                                                                               |

| Arbitro: | Calvi (Milano) |

|                           |           |  |
| Ottavio Palladini 2’, 79’ | Marcatori |  |

| Arbitro: | Paterna (Teramo) |

|                                                    |           |  |
| Ciro Donnarumma 72’, 90’ Massimiliano Calcagno 85’ | Marcatori |  |

| Casarano 19 gennaio 1992 17ª giornata | Casarano        | 0 – 0 | Nola | Stadio Giuseppe Capozza (1350 spett.)\| Arbitro: \| Bortoli (Schio) \| |
| Arbitro:                              | Bortoli (Schio) |       |      |                                                                        |

#### Girone di ritorno
| Nola 26 gennaio 1992 18ª giornata | Nola              | 0 – 0 | Siracusa | Stadio Comunale Piazza d'Armi (1000 spett.)\| Arbitro: \| Capraro (Cassino) \| |
| Arbitro:                          | Capraro (Cassino) |       |          |                                                                                |

| Arbitro: | Domenico Ambrosio (Como) |

|                            |           |                           |
| Davide Bolognesi 3’ (rig.) | Marcatori | 41’ (rig.) Adolfo Sormani |

| Nola 16 febbraio 1992 20ª giornata | Nola                     | 0 – 0 | Perugia | Stadio Comunale Piazza d'Armi (3500 spett.)\| Arbitro: \| Lorenzo Branzoni (Pavia) \| |
| Arbitro:                           | Lorenzo Branzoni (Pavia) |       |         |                                                                                       |

| Arbitro: | Rossi (Rovigo) |

|  |           |                                   |
|  | Marcatori | 46’ Ricci 66’ Troise 77’ Varriale |

| Arbitro: | Casoli (Reggia Emilia) |

|                                                   |           |                                           |
| Antonio Rumolo 11’ (aut.) Maurizio Spigarelli 71’ | Marcatori | Ciro Donnarumma 77’ Onesto Riccitelli 85’ |

| Arbitro: | Gregori (Piacenza) |

|                    |           |  |
| Adolfo Sormani 18’ | Marcatori |  |

| Arbitro: | Rizzo (Catania) |

|                        |           |  |
| Tommaso De Carolis 87’ | Marcatori |  |

| Nola 23 marzo 1992 25ª giornata | Nola              | 0 – 0 | Reggina | Stadio Comunale Piazza d'Armi (1650 spett.)\| Arbitro: \| Bertocci (Genova) \| |
| Arbitro:                        | Bertocci (Genova) |       |         |                                                                                |

| Arbitro: | Scarfò (Reggia Calabria) |

|                          |           |  |
| Stefano Sgherri 12’, 14’ | Marcatori |  |

| Nola 12 aprile 1992 27ª giornata | Nola              | 0 – 0 | Fidelis Andria | Stadio Comunale Piazza d'Armi (2500 spett.)\| Arbitro: \| Curotti (Perugia) \| |
| Arbitro:                         | Curotti (Perugia) |       |                |                                                                                |

| Arbitro: | Angelo Bonfrisco (Monza) |

|                    |           |  |
| Lamberto Zauli 43’ | Marcatori |  |

| Nola 26 aprile 1992 29ª giornata | Nola            | 1 – 0 | Giarre | Stadio Comunale Piazza d'Armi (1000 spett.)\| Arbitro: \| Costa (Treviso) \| |
| Arbitro:                         | Costa (Treviso) |       |        |                                                                              |

| Arbitro: | Moretti (Cosenza) |

|                                         |           |  |
| Adolfo Sormani 22’ Pietro Assennato 80’ | Marcatori |  |

| Terni 10 maggio 1992 31ª giornata | Ternana                | 0 – 0 | Nola | Stadio Libero Liberati (6800 spett.)\| Arbitro: \| Lorenzo Baudo (Torino) \| |
| Arbitro:                          | Lorenzo Baudo (Torino) |       |      |                                                                              |

| Nola 17 maggio 1992 32ª giornata | Nola            | 0 – 0 | Sambenedettese | Stadio Comunale Piazza d'Armi (2000 spett.)\| Arbitro: \| Messina (Monza) \| |
| Arbitro:                         | Messina (Monza) |       |                |                                                                              |

| Arbitro: | Masulli (Cremona) |

|                                                    |           |                     |
| Pasquale Logarzo 13’ (rig.) Alessandro Damiani 35’ | Marcatori | 39’ Carlo Ricchetti |

| Nola 31 maggio 1992 34ª giornata | Nola              | 0 – 0 | Casarano | Stadio Comunale Piazza d'Armi (1200 spett.)\| Arbitro: \| Ferlito (Catania) \| |
| Arbitro:                         | Ferlito (Catania) |       |          |                                                                                |

### Coppa Italia Serie C
| Arbitro: | Francesco Ercolino (Cassino) |

|                                         |           |                       |
| Ciro Donnarumma 20’ Walter Mazzarri 22’ | Marcatori | 70’ Sebastiano Basile |

| Arbitro: | Fonisto (Napoli) |

|                        |           |                    |
| Guglielmo Esposito 58’ | Marcatori | 6’ Walter Mazzarri |

| Nola 24 agosto 1991 3ª giornata - Girone P | Nola               | 0 – 1 | Juventus Stabia | Stadio Comunale Piazza d'Armi\| Arbitro: \| Contente (Salerno) \| |
| Arbitro:                                   | Contente (Salerno) |       |                 |                                                                   |

| Torre Annunziata 31 agosto 1991 4ª giornata - Girone P | Savoia                      | 0 – 0 | Nola | Stadio Alfredo Giraud (1500 spett.)\| Arbitro: \| Ruggiero (Nocera Inferiore) \| |
| Arbitro:                                               | Ruggiero (Nocera Inferiore) |       |      |                                                                                  |

| Arbitro: | Ruggero (Barletta) |

|  |           |                     |
|  | Marcatori | 68’ Antonio Delucca |

| Arbitro: | Minotti (Frosinone) |

|  |           |                                         |
|  | Marcatori | 38’ Carlo Ricchetti 92’ Giuseppe Troise |

| Nola 15 gennaio 1992, ore 20:30 CET Ottavi di finale - andata | Nola               | 0 – 0 | Ischia Isolaverde | Stadio Comunale Piazza d'Armi (600 spett.)\| Arbitro: \| Montesano (Napoli) \| |
| Arbitro:                                                      | Montesano (Napoli) |       |                   |                                                                                |

| Arbitro: | Piretti (Ravenna) |

|                         |           |  |
| Massimiliano D'Urso 38’ | Marcatori |  |

## Statistiche

### Statistiche di squadra
| Competizione         | Punti | In casa | In casa | In casa | In casa | In casa | In casa | In trasferta | In trasferta | In trasferta | In trasferta | In trasferta | In trasferta | Totale | Totale | Totale | Totale | Totale | Totale | DR |
| Competizione         | Punti | G       | V       | N       | P       | Gf      | Gs      | G            | V            | N            | P            | Gf           | Gs           | G      | V      | N      | P      | Gf     | Gs     | DR |
| -------------------- | ----- | ------- | ------- | ------- | ------- | ------- | ------- | ------------ | ------------ | ------------ | ------------ | ------------ | ------------ | ------ | ------ | ------ | ------ | ------ | ------ | -- |
| Serie C1             | 33    | 17      | 6       | 10      | 1       | 9       | 2       | 17           | 2            | 7            | 8            | 9            | 16           | 34     | 8      | 17     | 9      | 18     | 18     | 0  |
| Coppa Italia Serie C | -     | 8       | 2       | 4       | 2       | 5       | 4       | 4            | 1            | 2            | 1            | 2            | 2            | 4      | 1      | 2      | 1      | 3      | 2      | +1 |
| Totale               | -     | ?       | ?       | ?       | ?       | ?       | ?       | ?            | ?            | ?            | ?            | ?            | ?            | ?      | ?      | ?      | ?      | ?      | ?      | -  |

### Statistiche dei giocatori
| Giocatore     | Serie C1 | Serie C1 | Serie C1    | Serie C1   | Coppa Italia Serie C1 | Coppa Italia Serie C1 | Coppa Italia Serie C1 | Coppa Italia Serie C1 | Totale   | Totale | Totale      | Totale     |
| Giocatore     | Presenze | Reti     | Ammonizioni | Espulsioni | Presenze              | Reti                  | Ammonizioni           | Espulsioni            | Presenze | Reti   | Ammonizioni | Espulsioni |
| ------------- | -------- | -------- | ----------- | ---------- | --------------------- | --------------------- | --------------------- | --------------------- | -------- | ------ | ----------- | ---------- |
| P. Armenise   | 29       | 0        | 7           | 1          | 2                     | 0                     | 1                     | 0                     | 31       | 0      | 8           | 1          |
| P. Assennato  | 33       | 1        | 1           | 1          | 7                     | 0                     | 0                     | 0                     | 40       | 1      | 1           | 1          |
| A. Bevanati   | 17       | 0        | 1           | 0          | 2                     | 0                     | 0                     | 0                     | 19       | 0      | 1           | 0          |
| M. Calcagno   | 28       | 1        | 1           | 0          | 5                     | 0                     | 0                     | 0                     | 33       | 1      | 1           | 0          |
| M. Carrano    | 0        | 0        | 0           | 0          | 1                     | 0                     | 0                     | 0                     | 1        | 0      | 0           | 0          |
| D. Celardo    | 2        | 0        | 0           | 0          | 6                     | 0                     | 0                     | 0                     | 8        | 0      | 0           | 0          |
| E. Concina    | 24       | 0        | 7           | 3          | 7                     | 0                     | 1                     | 0                     | 31       | 0      | 8           | 3          |
| M. Cunti      | 1        | 0        | 0           | 0          | 4                     | 0                     | 1                     | 0                     | 5        | 0      | 1           | 0          |
| C. Donnarumma | 33       | 3        | 3           | 0          | 8                     | 1                     | 0                     | 0                     | 41       | 4      | 3           | 0          |
| L. Genovese   | 33       | -18      | 2           | 0          | 5                     | -3                    | 0                     | 0                     | 38       | -21    | 2           | 0          |
| W. Mazzarri   | 6        | 0        | 3           | 0          | 3                     | 2                     | 1                     | 0                     | 9        | 2      | 4           | 0          |
| G. Perrella   | 0        | 0        | 0           | 0          | 3                     | 0                     | 0                     | 0                     | 3        | 0      | 0           | 0          |
| C. Ricchetti  | 25       | 2        | 5           | 0          | 4                     | 1                     | 0                     | 0                     | 29       | 3      | 5           | 0          |
| D. Ricci      | 23       | 2        | 0           | 0          | 5                     | 0                     | 0                     | 0                     | 28       | 2      | 0           | 0          |
| O. Riccitelli | 22       | 1        | 2           | 1          | 6                     | 0                     | 0                     | 0                     | 28       | 1      | 2           | 1          |
| A. Rumolo     | 29       | 0        | 6           | 0          | 5                     | 0                     | 0                     | 0                     | 34       | 0      | 6           | 0          |
| M. Solimeno   | 33       | 0        | 4           | 0          | 8                     | 0                     | 0                     | 0                     | 41       | 0      | 4           | 0          |
| M. Somma      | 24       | 0        | 4           | 1          | 2                     | 0                     | 1                     | 0                     | 26       | 0      | 5           | 1          |
| A. Sormani    | 26       | 4        | 4           | 0          | 4                     | 0                     | 0                     | 0                     | 30       | 4      | 4           | 0          |
| S. Soviero    | 1        | -0       | 0           | 0          | 3                     | -1                    | 0                     | 0                     | 4        | -1     | 0           | 0          |
| G. Troise     | 31       | 1        | 3           | 0          | 7                     | 1                     | 0                     | 0                     | 38       | 2      | 3           | 0          |
| M. Varriale   | 20       | 2        | 1           | 0          | 6                     | 0                     | 0                     | 0                     | 26       | 2      | 1           | 0          |